# Lê Nại
Lê Nại (chữ Hán: 黎鼐, 1479 - ?), còn có tên khác là Lê Đỉnh hiệu Nam Hiên, người xã Mộ Trạch, huyện Đường An, phủ Thượng Hồng (nay là huyện Bình Giang, tỉnh Hải Dương), nguyên quán ở hương Lão Lạt, huyện Thống Bình, trấn Thanh Đô (nay thuộc huyện Hậu Lộc, tỉnh Thanh Hóa). Ông đỗ Đệ nhất giáp Tiến sĩ cập đệ Đệ nhất danh (Trạng nguyên) năm 27 tuổi, tại khoa Ất Sửu năm Đoan Khánh thứ 1 (1505) đời Lê Uy Mục, trong tháng 2 âm lịch năm đó cùng bảng nhãn Bùi Doãn Văn, thám hoa Trần Phỉ và 52 người khác đỗ tiến sĩ. Ông là con rể của hoàng giáp Vũ Quỳnh và cháu nội của danh thần Lê Cảnh Tuân đã tuẫn quốc dưới thời Minh thuộc. Ông có tiếng hay chữ, thi hương, thi đình đều đỗ đầu. Làm quan tới chức Hữu thị lang bộ Hộ. Sau khi mất, được triều đình truy tặng tước Đạo Trạch bá.
Hoàng giáp Lê Tư là em ruột của ông. Con trai ông là Lê Quang Bí cũng là danh sĩ có tiếng, đỗ Hoàng giáp.